# Mord na włoskich generałach w Kuźnicy Żelichowskiej
Mord na włoskich generałach w Kuźnicy Żelichowskiej – zbrodnia wojenna popełniona przez żołnierzy Waffen-SS 28 stycznia 1945 roku we wsi Kuźnica Żelichowska (niem. Selchowhammer). Jej ofiarą padło sześciu włoskich generałów – jeńców wojennych, więzionych uprzednio w Oflagu 64/Z w Antoniewie.
W styczniu 1945 roku, w związku ze zbliżaniem się Armii Czerwonej, jeńców z Oflagu 64/Z ewakuowano pieszo w głąb Niemiec. Po drodze siedemnastu niezdolnych do marszu włoskich oficerów, niemal wyłącznie generałów, pozostawiono za zgodą dowódcy konwoju w Kuźnicy Żelichowskiej. Zostali oni jednak zadenuncjowani przez niemieckiego podoficera, który wydał ich w ręce przemieszczającego się w pobliżu oddziału SS. Niemcy zmusili jeńców, aby wraz z nimi wyruszyli w dalszy marsz. Sześciu włoskich generałów, którzy z racji podeszłego wieku i złego stanu zdrowia nie byli w stanie nadążyć za kolumną, zostało zastrzelonych.

## Geneza
Klęski ponoszone przez włoską armię na frontach II wojny światowej oraz postępujący kryzys gospodarczy zachwiały reżimem Benito Mussoliniego. 24 lipca 1943 roku Wielka Rada Faszystowska udzieliła dyktatorowi wotum nieufności. Następnego dnia król Wiktor Emanuel III polecił aresztować Mussoliniego, powierzając jednocześnie ster rządów marszałkowi Pietro Badoglio. Nowy rząd oficjalnie deklarował wolę utrzymania sojuszu z Niemcami, lecz w tajemnicy rozpoczął negocjacje pokojowe z państwami alianckimi. 3 września 1943 roku w sycylijskim Cassibile podpisane zostało zawieszenie broni. Na mocy jego postanowień Włochy zgadzały się m.in. na przystąpienie do wojny u boku aliantów. Kapitulację Włoch ogłoszono oficjalnie pięć dni później.
W odpowiedzi oddziały niemieckiego Wehrmachtu błyskawicznie zajęły północną i centralną część Włoch, w tym Rzym. Przystąpiono jednocześnie do rozbrajania włoskiej armii – zarówno na terytorium włoskim, jak i na okupowanych obszarach Francji, Grecji, Jugosławii i ZSRR. Tam, gdzie Włosi nie zgodzili się dobrowolnie złożyć broni, ich opór był brutalnie łamany, czego najbardziej jaskrawym przykładem była masakra kilku tysięcy żołnierzy 33. Dywizji Piechoty „Acqui” na greckiej wyspie Kefalinia.
Oficerowie i żołnierze, którzy dochowali wierności królowi i rządowi Badoglio, odmawiając służby u boku Niemców, zostali uznani za jeńców wojennych. W niemieckiej niewoli znalazło się od 570 do 650 tys. Włochów. Ponad 100 tys. wojskowych osadzono w obozach jenieckich, które znajdowały się na obszarach wchodzących obecnie w skład państwa polskiego. Włoskich jeńców zazwyczaj przetrzymywano w fatalnych warunkach i brutalnie traktowano. W ocenie Jacka Wilczura:

W obozach jenieckich Włosi stanowili kategorię jedną z najgorszych, byli traktowani okrutnie i pod względem barbarzyńskiego traktowania zajmowali następne miejsce po jeńcach-żołnierzach Armii Czerwonej.

## Przebieg mordu
Jednym z obozów, w których przetrzymywano włoskich jeńców, był Oflag 64/Z Schokken w Antoniewie. Była to filia Oflagu 64 w Szubinie. W październiku 1944 roku przebywało tam około 160 Włochów, w tym wielu wysokich rangą oficerów.
W drugiej połowie stycznia 1945 roku, w związku z gwałtownymi postępami sowieckiej ofensywy, Niemcy przystąpili do ewakuacji obozu. Jeńców pognano pieszo na zachód. Towarzyszyła im eskorta złożona ze starszych wiekiem żołnierzy Wehrmachtu, którymi dowodził kpt. Matz. Pośpieszny marsz, dotkliwe zimno i niedożywienie szybko doprowadziły wielu jeńców na skraj wyczerpania. Niektórzy ucierpieli także na skutek odmrożeń.
Szóstego dnia marszu kolumna zatrzymała się we wsi Selchowhammer (ob. Kuźnica Żelichowska). Jugosłowiański lekarz-jeniec poinformował wtedy Matza, że piętnastu włoskich jeńców nie będzie w stanie kontynuować marszu. W obawie przed sowieckim pościgiem kapitan nie zgodził się na urządzenie jednodniowego odpoczynku, który pozwoliłby jeńcom nabrać sił. Zgodził się natomiast na pozostawienie piętnastu Włochów we wsi, odmawiając im jednak wydania przepustek, które zaświadczałyby, iż odłączyli się od kolumny za jego zgodą.
Jeszcze przed świtem kolumna wyruszyła do Wolgast (ob. Wołogoszcz), a stamtąd do Wugarten (ob. Ogardy), gdzie Matz porzucił jeńców w zabudowaniach jednej z tamtejszych stajni. Tymczasem niezdolni do marszu Włosi, których pozostawiono w Selchowhammer, ulokowali się w budynku karczmy. Kilkadziesiąt minut po tym, jak kolumna wyruszyła w drogę, dołączyło do nich jeszcze dwóch rodaków, którzy bez przeszkód ze strony niemieckiej eskorty zawrócili do Selchowhammer. Tym samym w wiosce pozostało siedemnastu włoskich jeńców, w tym szesnastu generałów i jeden pułkownik.
W pewnym momencie obecność jeńców w karczmie odnotował ubrany po cywilnemu mężczyzna, który przedstawił się jako podoficer Luftwaffe, który odwiedza zamieszkałą we wsi rodzinę. Z powojennych zeznań polskich świadków wynika, że człowiek ten nazywał się Hojs, a niemieckie dowództwo pozostawiło go w Selchowhammer z zadaniem prowadzenia działań wywiadowczych. Hojs z niedowierzaniem przyjął zapewnienia Włochów, że pozostali we wsi za zgodą dowódcy konwoju. Ograniczył się jednak do wygłoszenia uwagi, że nie powinni dłużej zajmować karczmy.
Włosi udali się na poszukiwanie nowego schronienia, jednakże okazało się, że kobieta, która wcześniej obiecała przyjąć ich pod swój dach, zmieniła decyzję w obawie przed Hojsem. Dopiero miejscowy sołtys zgodził się udostępnić im chatę, którą uprzednio zajmowali francuscy jeńcy. W międzyczasie dwaj generałowie Eugenio Peirolo i Ettore de Blasio napotkali na skraju wsi oddział niemieckich żołnierzy. Udali się do jego dowództwa, które kwaterowało w pobliskim dworze. Niemiecki kapitan oznajmił generałom, że w związku z trwającym odwrotem nie może w żaden sposób zająć się jeńcami, zgodził się jedynie udostępnić im nieco lekarstw i żywności.
Następnego poranka, około godziny ósmej, do chaty, którą zajmowali jeńcy, niespodziewanie wtargnęło około dwudziestu żołnierzy Waffen-SS, których przewodnikiem był wspomniany Hojs. Niemcy brutalnie wypędzili Włochów z budynku, nie dając im nawet czasu na założenie odzieży i zabranie rzeczy osobistych. W konsekwencji niektórzy jeńcy wyruszyli w marsz na wpół ubrani, bez butów, płaszczy, a nawet okularów. Rozkazano im dołączyć do około stuosobowej kolumny niemieckiego wojska, która maszerowała na północ. Starsi wiekiem i osłabieni jeńcy wkrótce zaczęli odstawać od kolumny. Jako pierwsi, na oczach mieszkańców wsi, zostali zastrzeleni generałowie Carlo Spatocco, Emanuele Balbo Bertone i Alberto Trionfi. Czwartą ofiarą był gen. Alessandro Vaccaneo, którego zastrzelono po tym, gdy poślizgnął się i upadł na oblodzonej drodze. Jako piąty zginął gen. Giuseppe Andreoli, który – podobnie jak wcześniejsze ofiary – nie był w stanie nadążyć za kolumną.
W pewnym momencie wszystkich jeńców ustawiono pod murem miejscowego cmentarza, zapewne z zamiarem ich rozstrzelania. Peirolo, który dobrze władał językiem niemieckim, gwałtownie jednak zaprotestował, na skutek czego dowodzący oddziałem Sturmbannführer zawahał się i odwołał rozkaz egzekucji. Marsz został wznowiony, tym razem jednak jeńcy maszerowali pod eskortą jedynie trzech konwojentów: dwóch esesmanów i Hojsa. Po południu, niedługo po tym, gdy po krótkim postoju jeńcy wznowili marsz, opadł z sił gen. Ugo Ferrero, który maszerował ze zwichniętą kostką. Pożegnawszy się z towarzyszami, pozostał z tyłu pod strażą Hojsa i drugiego z Niemców, którzy zastrzelili go chwilę po tym, gdy pozostali jeńcy wyruszyli w dalszą drogę. Była to ostatnia ofiara „marszu śmierci”.
| imię i nazwisko        | Data urodzenia       | Stopień wojskowy  | Ostatni przydział                                                   |
| ---------------------- | -------------------- | ----------------- | ------------------------------------------------------------------- |
| Giuseppe Andreoli      | 11 czerwca 1892(dts) | generał brygady   | dowódca 2 Dywizji Kawalerii „Emanuele Filiberto Testa di Ferro”     |
| Emanuele Balbo Bertone | 9 sierpnia 1886(dts) | generał brygady   | przewodniczący trybunału wojskowego we Florencji                    |
| Ugo Ferrero            | 15 lipca 1892(dts)   | generał brygady   | Królewska Akademia Piechoty i Kawalerii w Modenie                   |
| Carlo Spatocco         | 31 maja 1883(dts)    | generał porucznik | dowódca IV Korpusu w Albanii                                        |
| Alberto Trionfi        | 2 lipca 1892(dts)    | generał brygady   | dowódca piechoty dywizyjnej w 59 Dywizji Piechoty „Cagliari”        |
| Alessandro Vaccaneo    | 14 lipca 1883(dts)   | generał brygady   | szef służb transportowych przy dowództwie sił okupacyjnych w Grecji |

Siódmym jeńcem-generałem z Oflagu 64/Z, który w styczniu 1945 roku poniósł śmierć na terenie dzisiejszego powiatu czarnkowsko-trzcianeckiego, był gen. dyw. Francesco Antonio Arena. W trakcie marszu wraz z kilkoma towarzyszami zdołał uciec z jenieckiej kolumny. 28 stycznia został jednak zastrzelony przez czerwonoarmistów we wsi Rosko.

## Epilog
Ocalałych jedenastu jeńców musiało pomaszerować pieszo do Szczecina, a stamtąd do Neubrandenburga, do którego dotarli 17 lutego. W tej ostatniej miejscowości pozostawiono trzech niezdolnych do marszu. Byli wśród nich gen. Attilio Amato, który na skutek odmrożenia stracił palce u stóp, oraz gen. Guido Cerruti, któremu z tego samego powodu musiano amputować obie nogi poniżej kolan. Pozostałych ośmiu jeńców wywieziono koleją do Luckenwalde, a stamtąd do Berlina. Tam przeżyli jeszcze aliancki nalot, zamknięci w wagonie na stacji S-Bahn, podczas gdy eskorta ukryła się w schronie, grożąc jeńcom zastrzeleniem w przypadku opuszczenia wagonu.
W lipcu 1945 roku, dwa miesiące po kapitulacji Niemiec, generałowie Ugo Tabellini i Amedeo Sorrentino za zgodą sowieckiego dowództwa powrócili do Kuźnicy Żelichowskiej. Dowiedzieli się wówczas, że zwłoki generałów Spatocca, Bertonego, Trionfiego i Vaccanei zostały pogrzebane przez miejscowych Polaków na wiejskim cmentarzu. Andreoli spoczął z kolei w leśnej mogile nieopodal miejsca, w którym zginął. Nie udało się natomiast odnaleźć zwłok generała Ferrera.
W 1946 roku rząd Włoch zwrócił się do Tymczasowego Rządu Jedności Narodowej z prośbą o pomoc w odnalezieniu szczątków zamordowanych generałów. Starania w tej sprawie podjął także Włoski Czerwony Krzyż. W porozumieniu z Ministerstwem Spraw Zagranicznych śledztwo w sprawie mordu dokonanego na włoskich generałach prowadziła w latach 1946–1947 Okręgowa Komisja Badania Zbrodni Niemieckich w Poznaniu.

## Upamiętnienie

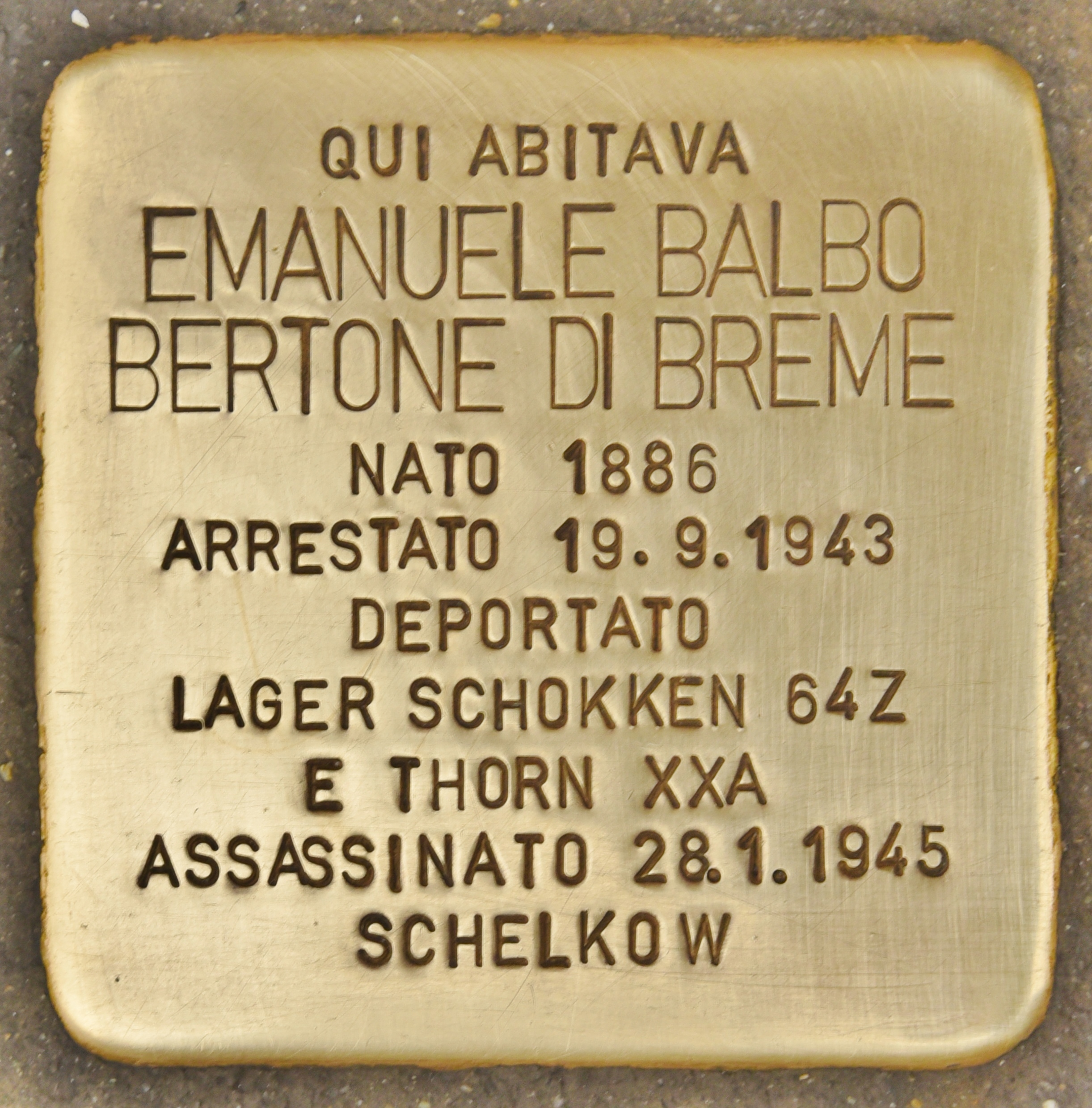
Stolperstein upamiętniający gen. Emanuele Balba Bertonego

Tablica upamiętniająca sześciu generałów zamordowanych w Kuźnicy Żelichowskiej znajduje się na Cmentarzu Żołnierzy Włoskich przy ul. Marymonckiej w Warszawie.
W lipcu 2012 roku w Żelichowie zorganizowano uroczystości upamiętniające ofiary mordu. Wzięła w nich udział córka jednego z zamordowanych generałów, Maria Trionfi.
W 2018 roku przy Via Stampatori w Turynie odsłonięto Stolperstein, który upamiętnia generała Bertonego.